# Сестри Річинські
«Сестри Річинські» — роман української письменниці часів радянського режиму Ірини Вільде у двох томах. Найвідоміший твір авторки, відзначений Шевченківською премією (1965).

## Історія твору
Почала писати роман у 1936—1937 роках, фактично писала його ціле життя, переймаючись долею персонажів, вписувала їх в інші твори.[джерело?] Критики зазначали, що Ірина Вільде писала роман про себе, про своє «химерне» серце. В інтерв'ю 1936 року письменниця зазначала: «Доки не впораюся з цим малим світиком — з людським серцем, не візьмуся, просто не зможу сягнути до ширших проблем людського життя». А в іншій ситуації висловила чітку формулу: «через родину до могутності нації».
Письменниця виявила себе також тонкою знавчинею жіночої психології.
«Сестри Річинські» — найбільше творче досягнення Ірини Вільде попри те, що письменниця була змушена шукати компроміс із соціалістичною дійсністю.
Роман засвідчує, що письменниця максимально зуміла використати умови лібералізації радянського режиму (т. зв. «хрущовської відлиги») і внести у твір «національний струмінь». Це помітно, якщо порівняти видання роману 1958 та 1964 років. У першому — ідеологічна настанова визначає характер сюжетних розв'язок і розстановку персонажів, прямолінійні публіцистичні характеристики від імені автора та персонажів в стилі газетних штампів, у другому — переважає глибина психологічного аналізу, інтелектуальна атмосфера діалогів, філософський характер авторських роздумів.
Одна з особливостей манери письменниці виявляється в тому, що «негативні» персонажі виступають виразниками ідей, які поділяє авторка. Компроміс між позицією художника-аналітика, який прагне через людину виразити характер епохи, і позицією виразника панівної ідеології не так знижує вартість твору, як характеризує драму епохи і драму митця, драму мистецтва.
Таким чином в умовах радянської цензури письменниці вдалося згадати в ньому і про Голодомор, і про репресії та переслідування 1930-х років. У ньому виведено позитивний образ українського націоналіста Маркіяна Івашківа. Тривалий час роману не видавали для масового читача, і з'явився він лише згодом невеликим накладом та зі значними скороченнями.
У 1965 за цей твір Ірина Вільде отримала Шевченківську премію.

## Сюжет
Події відбуваються у місті на річці Прут, за назвою Наше вгадується Коломия.[джерело?] У центрі твору — розповідь про родину греко-католицького священика Аркадія Річинського, типового пристосуванця. Після несподіваної смерті батька, що призвела до матеріальної кризи, кожна із п'яти дочок намагається влаштувати свою долю, керуючись особистими уявленнями про моральність і щастя. Відтепер життя осиротілих дочок панотця Річинського Катерини, Зоні, Ольги, Нелі й Слави цілком залежить від обставин. Старосвітська ідилія руйнується під впливом втручання зовнішніх чинників. Польський шовінізм, комуністичне підпілля, український націоналізм, єврейська буржуазія агресивно втручаються у містечкове середовище з його провінційністю і пристосуванством. Десь існують романтизм просвітянської інтелігенції, ідеалізм борців за національну свободу, але вони занадто слабкі. Складна суспільно-політична ситуація в Галичині часів міжвоєнної Польщі скоро призведе до небачених за своїм трагізмом наслідків.

## Список головних героїв
- Аркадій Річинський, греко-католицький священик-пристосуванець, син отця Августина Річинського, що був парохом у селі Морниця на Поділлі
- Олена, дружина Аркадія Річинського, вийшла за нього попри закоханість у Ореста Білинського; вихована тіткою та вуйком Ладиками
- Катерина, перша дочка Аркадія Річинського
- Софія (Зоня), друга дочка Аркадія Річинського
- Ольга, третя дочка Аркадія Річинського, народжена 1916 чи 1915 року
- Неля, четверта дочка Аркадія Річинського, народжена 1919 року
- Слава, п'ята дочка Аркадія Річинського
- Рафаїл Суліман, маклер-єврей, син крамаря Мордка Сулімана
- Теофіл (Філько) Безбородько, молодий лікар

## Видання
Перший том вийшов друком у 1955—1956 роках (окремим виданням у 1958 році). У 1964 році вийшов другий том, що був опублікований у складі двотомника.
2004 року роман було перевидано виключно для бібліотек у серії «Лауреати Шевченківської премії». У 2010 році видавництво «Зелений пес» перевидало книгу на сучасний манер. У 2011 році книгу видало видавництво «Апріорі» єдиним томом.
Бібліографія видань
- Вільде І. Сестри Річинські: роман. — Львів: Книжково-журнальне вид-во, 1958. — 586 с. — 1.30 крб.
- Оригінальний двотомник 1964 року (тираж 30 000 екземплярів):
  - Вільде І. Сестри Річинські: роман. Кн. 1 / ред. А. А. Дімаров. — Київ: Радянський письменник, 1964. — 577 с. — 1.33 крб.
  - Вільде І. Сестри Річинські: роман. Кн. 2 / ред. П. А. Загребельний. — Київ: Радянський письменник, 1964. — 768 с. — 1.70 крб.
- Видання у складі п'ятитомника творів письменниці:
  - Вільде І. Твори: В 5 т. Т. 1. Сестри Річинські. Кн. 1 / вступ. ст. К. Волинського. — К. : Дніпро, 1967. — 695 с. : 1 арк. портр. — 1.52 крб.
  - Вільде І. Твори: В 5 т. Т. 2. Сестри Річинські. Кн. 2. Ч. 1 — К. : Дніпро, 1967. — 440 с. — 1.06 крб.
  - Вільде І. Твори: В 5 т. Т. 3. Сестри Річинські. Кн. 2. Ч. 2 — К. : Дніпро, 1968. — 468 с. — 1.10 крб.
- Двотомник 1977 року:
  - Вільде І. Сестри Річинські: роман. Кн. 1 — Київ: Дніпро, 1977. — 495 с. : 1 арк. портр. — 2.55 крб., 48.00 крб.
  - Вільде І. Сестри Річинські: роман. Кн. 2 — Київ: Дніпро, 1977. — 687 с. — 3.44 крб., 56.00 крб.
- Перевидання для бібліотек:
  - Вільде І. Сестри Річинські: роман, Кн. 1 / Вступ. слово П. А. Загребельний. — К. : Україна, 2004. — 694 с. — (Бібліотека Шевченківського комітету). — ISBN 966-01-0320-4
  - Вільде І. Сестри Річинські: роман. У 2-х книгах. Кн. 2 — К. : Україна, 2005. — 910 с. — (Бібліотека Шевченківського комітету). — ISBN 966-524-215-6
- Вільде І. Сестри Річинські: роман / передм. Юрія Николишина. — Львів: Апріорі, 2011. — 1262 с.

## Театральні постановки
Роман був інсценізований та тричі поставлений колективом Театру імені Марії Заньковецької:
- Першу виставу за романом «Сестри Річинські» у 1968 році поставив режисер Олексій Ріпко. Інсценізацію здійснив Богдан Антків у тісній співпраці з Іриною Вільде.[3] П'єса мала довге сценічне життя, була візитівкою театру на гастролях, її зіграли на сцені понад 400 разів.
- У 2007 році до 100-річчя від дня народження Ірини Вільде режисером Таїсією Литвиненко була поставлена нова версія вистави, яка одержала схвальні відгуки у ЗМІ й була відзначена на IV Всеукраїнському фестивалі жіночої творчості ім. М. Заньковецької у Ніжині.[4]
- У 2017 році Таїсія Литвиненко знову повернула п'єсу на сцену за участі багатьох молодих акторів.[3]